# بني سبعة (أرحب)

تعديل مصدري - تعديل

بني سبعة هي إحدى قرى عزلة شعب بمديرية أرحب التابعة لمحافظة صنعاء، بلغ تعداد سكانها 641 نسمة حسب تعداد اليمن لعام 2004.